# Näpi
Näpi is een plaats in de Estlandse gemeente Rakvere vald, provincie Lääne-Virumaa. De plaats heeft 338 inwoners (2021) en heeft de status van van groter dorp of ‘vlek’ (Estisch: alevik).
Näpi ligt tussen Sõmeru, de hoofdplaats van de gemeente, en Rakvere, de provinciehoofdstad. De plaats is pas sinds juli 2007 een ‘vlek’, voor die tijd was ze een dorp (Estisch: küla).
Näpi was de geboorteplaats van de musicoloog Karl Leichter (1902-1987).

## Foto’s

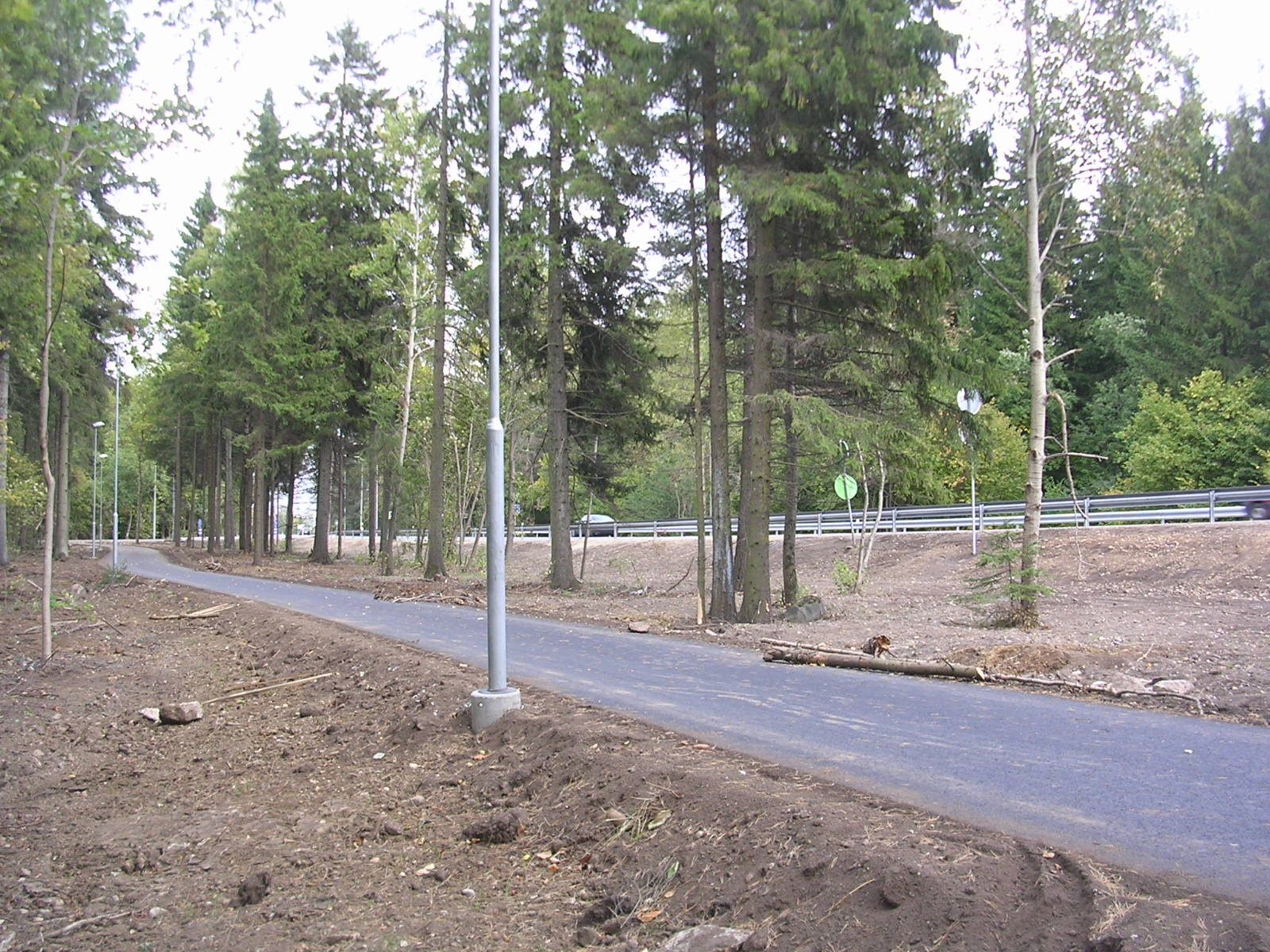
Weg in Näpi
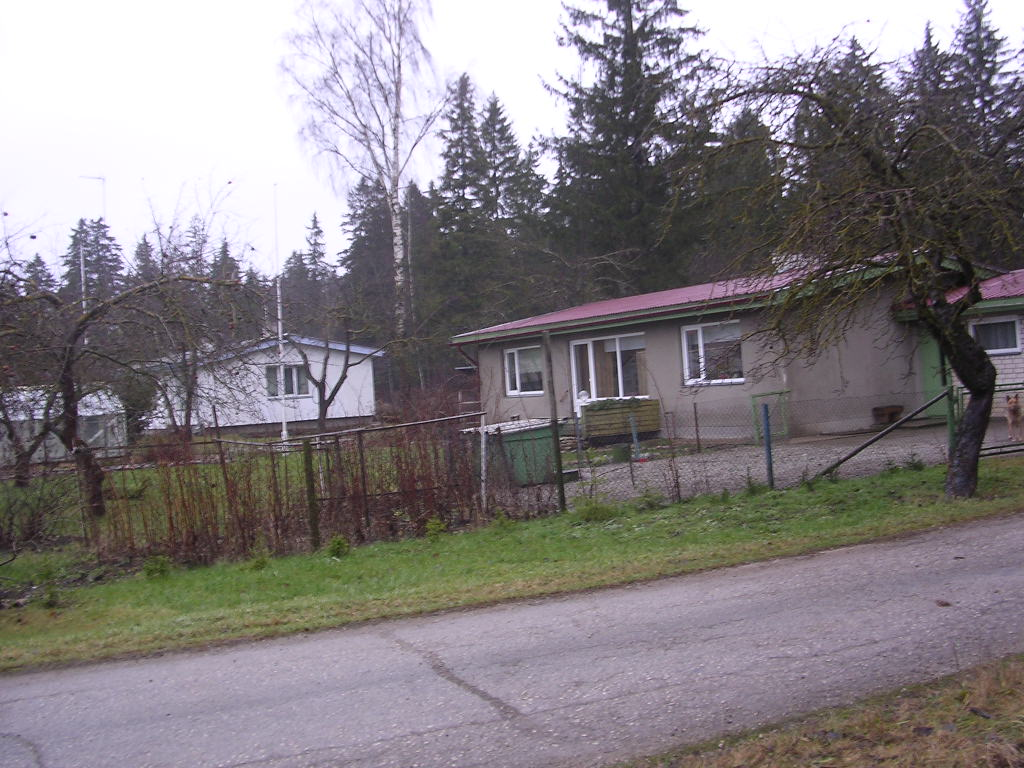
Bungalows in Näpi
Näpi in de winter